# Biofysik
Biofysik (også biologisk fysik) er en interdisciplinær videnskabelig retning, der undersøger biologiske spørgsmål vha. fysiske metoder og teorier.
Studierne omfatter alle niveauer af biologien, fra molekyler, DNA og RNA til hele organismer og økosystemer. Interaktioner mellem eksempelvis proteiner og biologiske membraner er også et helt forskningsområde. Biofysik indeholder elementer af biologi, kemi (særligt biokemi og fysisk kemi), fysik (særligt bløde stoffer) og nanoteknologi.

## Grene
Discipliner inden for biofysikken tæller blandt andre:
- Biomembranfysik
- Medicinsk fysik
- Kvantebiologi
- Populationsdynamik
- Gastrofysik
- Bioelektromagnetisme
- Agrofysik
- Astrobiologi

## Historie
Biofysikken udviklede sig for alvor som selvstændig disciplin under Anden Verdenskrig, og i 1957 blev den internationale forening for biofysik The Biophysical Society grundlagt under deres første møde i Columbus, Ohio, USA. I 1959 udgav foreningen den første udgave af det videnskabelige tidsskrift Biophysical Journal.

## Organisationer
- The Biophysical Society

## Videnskabelige tidsskrifter
- Biophysical Journal